# Anomaloglossus moffetti
Anomaloglossus moffetti Barrio-Amorós & Brewer-Carías, 2008 è un anfibio anuro, appartenente alla famiglia degli Aromobatidi.

## Etimologia
L'epiteto specifico è stato dato in onore di Mark Moffett, entomologo, esploratore e fotografo.

## Distribuzione e habitat
È endemica dello stato di Bolívar in Venezuela. Si trova a 1100 metri di altitudine sul tepui Sarisariñama. Possibile la sua presenza in Brasile.